# Фарасы
Фарасы (греч. Φάρασα, греч. Βαρασος, тур. Çamlıca) — бывшее греческое селение на территории Турции, расположенное в восточной Каппадокии в 90 км к югу от города Кайсери (до принудительного обмена населением между Грецией и Турцией в начале 1920-x годов; нынешнее турецкое название — Çamlıca). Является родиной святого Арсения Каппадокийского и одного из самых известных духовных светил XX века, старца и монаха Афонской горы Паисия Святогорца.